# Túrricse
Túrricse là một thị trấn thuộc hạt Szabolcs-Szatmár-Bereg, Hungary. Thị trấn này có diện tích 12,99 km², dân số năm 2010 là 599 người, mật độ 46 người/km².